# Welsh International Open 1997
Welsh International Open 1997 — жіночий тенісний турнір, що проходив на відкритих кортах з ґрунтовим покриттям у Кардіффі (Уельс). Належав до турнірів 4-ї категорії в рамках Туру WTA 1997. Тривав з 13 до 18 травня 1997 року.

## Фінальна частина

### Одиночний розряд, жінки
Вірхінія Руано Паскуаль —  Алексія Дешом-Баллере 6–1, 3–6, 6–2
- Для Руано Паскуаль це був єдиний титул за сезон і 1-й — за кар'єру.

### Парний розряд, жінки
Деббі Грем /  Керрі-Енн Г'юз —  Жулі Пуллен /  Лорна Вудрофф 6–3, 6–4
- Для Грем це був єдиний титул за сезон і 5-й — за кар'єру. Для Г'юз це був 2-й титул за сезон і 5-й — за кар'єру.